# پنجه‌دندان
پنجه‌دندان (نام علمی: Onychodus) نام یک سرده از تیره پنجه‌دندانان است.